# Coptocephala rubicunda
Coptocephala rubicunda là một loài bọ cánh cứng trong họ Chrysomelidae. Loài này được Laicharting miêu tả khoa học năm 1781.